# Németh László (labdarúgó)
Németh László (Csorna, 1992. január 10. –) magyar labdarúgó, jelenleg a SZEOL SC labdarúgója. Középpályásként játszik.

## Pályafutása
Németh szülővárosában, Csornán kezdte pályafutását, majd a Győri ETO utánpótlásába került. Közben rövid ideig visszakerült Csornára kölcsönben, majd 2009. április 25-én a Bajai LSE ellen bemutatkozhatott az NB II-es tartalékcsapatban. Fokozatosan kapott egyre több lehetőséget, első gólját 2011. novemberében az FC Ajka ellen lőtte, közben néha pályára lépett a Magyar Kupában és a Ligakupában is. Játszott a 2011 téli teremlabdarúgó-bajnokságon a Győri ETO csapatában. A 2012–13-as szezonban Erdélyi duplázott a Veszprém FC és a Soproni VSE ellen, 2013. április 10-én pedig a Kaposvár tartalékcsapatának mesterhármast lőtt (a vége 4–2). A 2013–14-es szezonban kölcsönben a Soproni VSE csapatához került, mivel a győriek második csapata a bajnoki átszervezés miatt csak a harmadosztályban indulhatott. A másodosztályú csapatban első szezonjában 27 bajnoki meccsen 1 gólt szerzett. A szezon végén visszatért Győrbe, de a nyár folyamán a vezetők megegyeztek arról, hogy a középpályás még egy szezonban a lila-fehér csapat tagja lehet.

## Külső hivatkozások
- MLSZ
- HLSZ